# Volta a la Comunitat Valenciana 1987
La Volta a la Comunitat Valenciana 1987, quarantacinquesima edizione della corsa, si svolse dal 16 al 22 febbraio su un percorso di 920 km ripartiti in 7 tappe più un cronoprologo, con partenza a Benidorm e arrivo a Valencia. Fu vinta dall'irlandese Stephen Roche della Carrera-Vagabond-Peugeot davanti agli spagnoli Jesús Blanco Villar e Julián Gorospe.

## Tappe
| Tappa  | Data        | Percorso                                | km   | Vincitore di tappa     | Leader cl. generale |
| ------ | ----------- | --------------------------------------- | ---- | ---------------------- | ------------------- |
| Prol.  | 16 febbraio | Benidorm > Benidorm (cron. individuale) | 6,7  | Jean-Luc Vandenbroucke |                     |
| 1ª     | 17 febbraio | Benidorm > Elche                        | 180  | Mathieu Hermans        |                     |
| 2ª     | 18 febbraio | Elche > Alzira                          | 163  | Mathieu Hermans        |                     |
| 3ª     | 19 febbraio | Alzira > Torrent                        | 133  | Bernard Richard        |                     |
| 4ª     | 19 febbraio | Torrent > Torrent (cron. individuale)   | 12,8 | Stephen Roche          |                     |
| 5ª     | 20 febbraio | Torrent > Alcalà de Xivert              | 175  | Juan Martín Zapatero   |                     |
| 6ª     | 21 febbraio | Alcocebre > La Vall d'Uixó              | 189  | Mathieu Hermans        |                     |
| 7ª     | 22 febbraio | Valencia > Valencia                     | 60   | Sean Kelly             | Stephen Roche       |
| Totale | Totale      | Totale                                  | 920  |                        |                     |

## Dettagli delle tappe

### Prologo
- 16 febbraio: Benidorm > Benidorm (cron. individuale) – 6,7 km

| Pos. | Corridore              | Squadra      | Tempo |
| ---- | ---------------------- | ------------ | ----- |
| 1    | Jean-Luc Vandenbroucke | KAS-Canal 10 | 7'46" |
| 2    | Jesús Blanco Villar    | Teka         | a 7"  |
| 3    | José Enrique Carrera   | Reynolds     | a 11" |

| Pos. | Corridore | Squadra | Tempo |
| ---- | --------- | ------- | ----- |

### 1ª tappa
- 17 febbraio: Benidorm > Elche – 180 km

| Pos. | Corridore            | Squadra    | Tempo    |
| ---- | -------------------- | ---------- | -------- |
| 1    | Mathieu Hermans      | Caja Rural | 5h22'04" |
| 2    | Pello Ruiz Cabestany | Caja Rural | s.t.     |
| 3    | Pol Verschuere       | Fagor-MBK  | s.t.     |

| Pos. | Corridore | Squadra | Tempo |
| ---- | --------- | ------- | ----- |

### 2ª tappa
- 18 febbraio: Elche > Alzira – 163 km

| Pos. | Corridore              | Squadra    | Tempo    |
| ---- | ---------------------- | ---------- | -------- |
| 1    | Mathieu Hermans        | Caja Rural | 4h55'18" |
| 2    | Alfonso Gutiérrez      | Teka       | s.t.     |
| 3    | Manuel Jorge Domínguez | BH         | s.t.     |

| Pos. | Corridore | Squadra | Tempo |
| ---- | --------- | ------- | ----- |

### 3ª tappa
- 19 febbraio: Alzira > Torrent – 133 km

| Pos. | Corridore            | Squadra    | Tempo    |
| ---- | -------------------- | ---------- | -------- |
| 1    | Bernard Richard      | Fagor-MBK  | 3h34'00" |
| 2    | Pello Ruiz Cabestany | Caja Rural | a 12"    |
| 3    | Stephen Roche        | Carrera    | s.t.     |

| Pos. | Corridore | Squadra | Tempo |
| ---- | --------- | ------- | ----- |

### 4ª tappa
- 19 febbraio: Torrent > Torrent (cron. individuale) – 12,8 km

| Pos. | Corridore              | Squadra      | Tempo  |
| ---- | ---------------------- | ------------ | ------ |
| 1    | Stephen Roche          | Carrera      | 16'55" |
| 2    | Jean-Luc Vandenbroucke | KAS-Canal 10 | a 5"   |
| 3    | Sean Kelly             | KAS-Canal 10 | a 14"  |

| Pos. | Corridore | Squadra | Tempo |
| ---- | --------- | ------- | ----- |

### 5ª tappa
- 20 febbraio: Torrent > Alcalà de Xivert – 175 km

| Pos. | Corridore            | Squadra   | Tempo    |
| ---- | -------------------- | --------- | -------- |
| 1    | Juan Martín Zapatero | BH        | 4h55'58" |
| 2    | José Enrique Carrera | Reynolds  | a 2'38"  |
| 3    | Frank Hoste          | Fagor-MBK | s.t.     |

| Pos. | Corridore | Squadra | Tempo |
| ---- | --------- | ------- | ----- |

### 6ª tappa
- 21 febbraio: Alcocebre > La Vall d'Uixó – 189 km

| Pos. | Corridore            | Squadra      | Tempo    |
| ---- | -------------------- | ------------ | -------- |
| 1    | Mathieu Hermans      | Caja Rural   | 5h17'13" |
| 2    | Pello Ruiz Cabestany | Caja Rural   | s.t.     |
| 3    | Sean Kelly           | KAS-Canal 10 | s.t.     |

| Pos. | Corridore | Squadra | Tempo |
| ---- | --------- | ------- | ----- |

### 7ª tappa
- 22 febbraio: Valencia > Valencia – 60 km

| Pos. | Corridore            | Squadra      | Tempo    |
| ---- | -------------------- | ------------ | -------- |
| 1    | Sean Kelly           | KAS-Canal 10 | 1h20'36" |
| 2    | Frank Hoste          | Fagor-MBK    | s.t.     |
| 3    | Pello Ruiz Cabestany | Caja Rural   | s.t.     |

| Pos. | Corridore           | Squadra  | Tempo     |
| ---- | ------------------- | -------- | --------- |
| 1    | Stephen Roche       | Carrera  | 25h52'54" |
| 2    | Jesús Blanco Villar | Teka     | a 23"     |
| 3    | Julián Gorospe      | Reynolds | a 35"     |

## Classifiche finali

### Classifica generale
| Pos. | Corridore           | Squadra  | Tempo     |
| ---- | ------------------- | -------- | --------- |
| 1    | Stephen Roche       | Carrera  | 25h52'54" |
| 2    | Jesús Blanco Villar | Teka     | a 23"     |
| 3    | Julián Gorospe      | Reynolds | a 35"     |